# دون جاردين
دون جاردين هو مصارع محترف كندي، ولد في 24 مارس 1940 في مونكتون في كندا، وتوفي في 16 ديسمبر 2006 في وتاسكوين في كندا بسبب ابيضاض الدم ونوبة قلبية.

## وصلات خارجية
- دون جاردين على موقع CageMatch worker (الإنجليزية)
- دون جاردين على موقع عالم المصارعة على الإنترنت (الإنجليزية)
- دون جاردين على موقع عالم المصارعة على الإنترنت (الإنجليزية)

- دون جاردين على موقع IMDb (الإنجليزية)
- دون جاردين على موقع قاعدة بيانات الفيلم (الإنجليزية)